# لوغانيانو فال دردا
لوغانيانو فال دردا (بالإيطالية: Lugagnano Val d'Arda)‏ هي بلدية في مقاطعة بياتشنزا في إقليم إميليا رومانيا الإيطالي.

## السكان
في سنة 1861 بلغ عدد السكان 4٬439 نسمة، وتطور العدد ليصل في سنة 2011 لـ 4٬155 نسمة.
يظهر هذا المخطط البياني تطور النمو السكاني لـ لوغانيانو فال دردا